# Мьюли, Нико
Нико Мьюли (англ. Nico Muhly; 26 августа 1981, Вермонт) — американский композитор-минималист и аранжировщик, который в своей музыке продолжает традиции Филипа Гласса. Автор музыки к фильмам «Чтец», «Маргарет» и «Убей своих любимых», а также к первой в мире ароматической опере. Считается одним из самых молодых композиторов, чья музыкальная постановка с успехом показывалась на сцене Метрополитен-оперы. Участник музыкального объединения и лейбла Bedroom Community.

## Биография
Нико Мьюли родился в 1981 году в Вермонте в семье художницы Банни Харви и режиссёра-документалиста Фрэнка Мьюли.  Вырос в Провиденсе. С 10 лет занимался игрой на пианино, пел в хоре Епископальной церкви. По окончании школы поступил в Колумбийский университет, где получил степень бакалавра по английской литературе, и в Джульярдскую школу, которую закончил со степенью магистра в области музыки. Там он изучал композицию у лауреата Пулитцеровской премии Кристофера Рауса и обладателя премии «Оскар» Джона Корильяно. Окончив учёбу, Мьюли начал работать в студии Филипа Гласса в качестве помощника. Постепенно и сам начал сочинять. В 2006 году он выпустил альбом Speaks Volumes, а в 2008 - альбом Mothertongue, в работе над которым принимала участие оперная певица Абигайл Фишер. При записи диска использовались необычные музыкальные инструменты. Слушатели альбома, например, могут расслышать звуки, издаваемые при манипуляциях над куском китового мяса в маринаде.
В 2009 писал аранжировки для групп Grizzly Bear и Antony and the Johnsons
Первый альбом Мьюли, как и практически все последующие, вышел на исландской студии звукозаписи Bedroom Community. С основателем лейбла Валгером Сигурдсоном композитор работал над различными проектами. Дуэт, в частности, написал музыку для первой в мире ароматической оперы, которую придумал французский парфюмер Кристоф Людамиль. Согласно задумке авторов, умелое сочетание музыки и ароматов, которые каждые шесть секунд менялись в зале при помощи специальных аппаратов, должно было рассказать посетителям постановки историю борьбы человека с природой. В 2015 году сочинил музыку для театральной постановки о жизни Алана Тьюринга – Sentences. Также в 2015 он написал музыку для Манчестерского международного фестиваля.
Знает пять языков.

## Творчество
Одной из первых творческих работ Мьюли, в которой он смог проявить себя как композитор, стала песня, написанная специально для открытия Музея изящных искусств «Академии Колорадо», частной школы, в 2005 году. За год до этого он уже сотрудничал с Бьорк и Филипом Глассом в качестве музыкального редактора и  дирижёра.
С 2006 года сотрудничает с танцором и хореографом Бенджамином Мильпье. Мьюли написал музыку к нескольким его постановкам, исполнявшимся в США, Франции и Голландии. Как рассказал сам хореограф, при знакомстве с Мьюли он принял его за 12-летнего мальчика, хотя ему было уже 25 лет. В том возрасте композитор действительно выглядел намного младше своих лет.
Сочинения Мьюли в разное время исполняли Britten Sinfonia, Брюс Брубейкер, Чикагский симфонический оркестр, Нью-Йоркский филармонический оркестр. Зуилл Бейли выпустил диск с записью своего концерта, где он исполняет музыку Мьюли и Эрнста Блоха.
В 2013 году Мьюли гастролировал вместе с Гленом Хансардом по Европе. В Амстердаме и Эйндховене они выступили совместно с Шотландским симфоническим оркестром.

### Two Boys
Наиболее известной монументальной работой Мьюли считается опера Two Boys. Он написал для неё музыку, либретто сочинил Крейг Лукас, а поставил оперу режиссёр Шер Бартлетт. В 2011 году произведение представили в Английской национальной опере, а в 2013 - в Метрополитен-опере. По информации The New York Times, сюжет произведения построен на инциденте, который случился в Великобритании в 1990-е годы с 14-летним мальчиком, который, представляясь женщиной, искал в интернете человека, который мог бы его убить. Собственного убийцу он нашёл, но смог выжить после того, как тот на него напал. Позже композитор сообщил, что опера создана по мотивам другой реальной истории дружбы двух подростков, познакомившихся в интернете, кончившейся тем, что один из них убил другого.

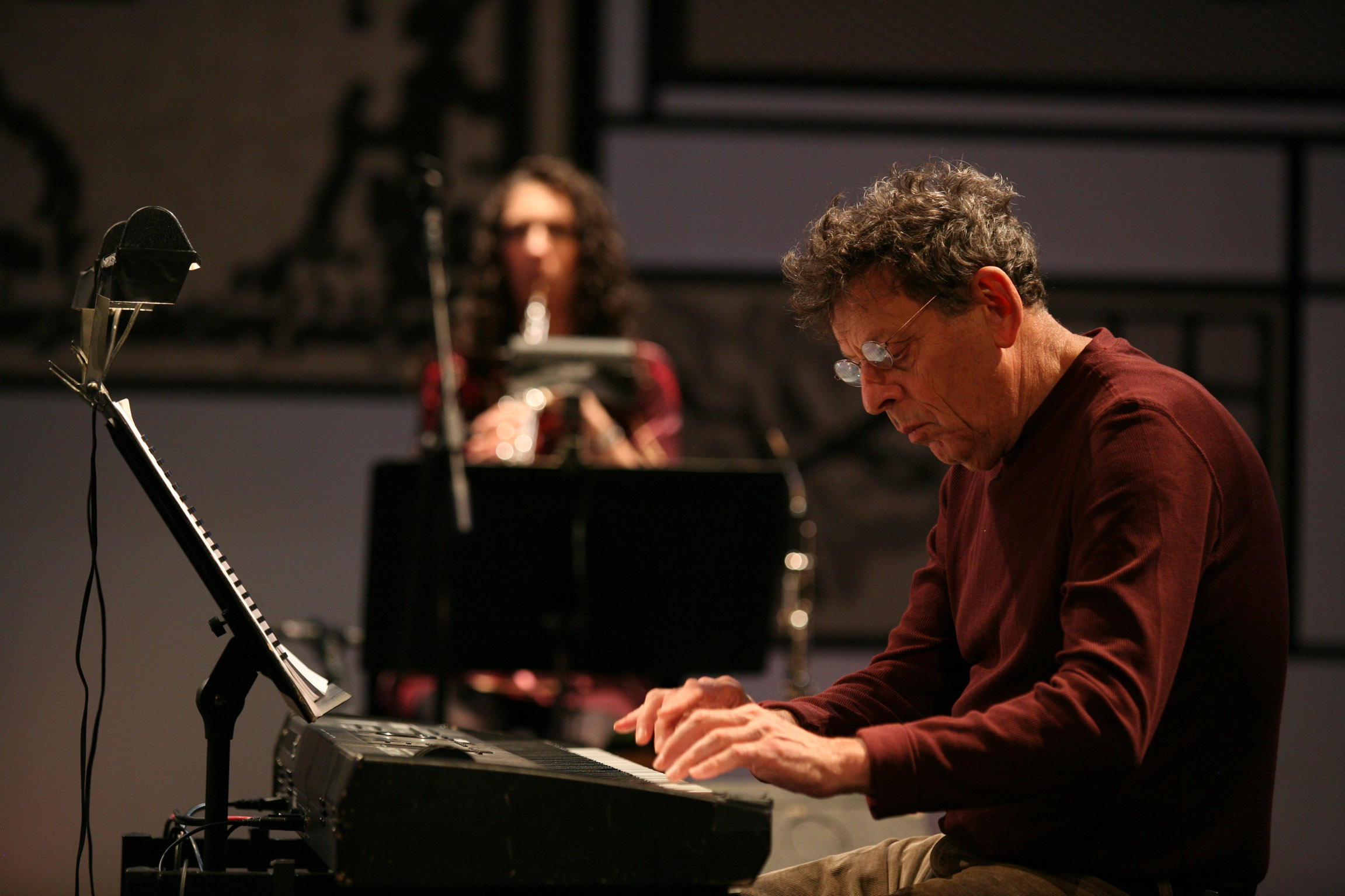
Филип Гласс - один из главных музыкальных учителей Мьюли

В 2014 году студия звукозаписи Nonesuch Records выпустила оперу на диске. По версии Billboard, в том же году альбом занял одиннадцатую строчку рейтинга в номинации «Лучшие классические альбомы».

## Особенности творчества
Мьюли является последователем идей американского минималиста Филипа Гласса, в студии которого он работал и занимался музыкой. Также на него оказали влияние английская церковная музыка XVI-XVII веков и работы французского композитора Пьера Булеза.

## Работы
| Сочинения для хора - 2003 Set Me as a Seal - 2004 First Service - 2004 Like as the Hart - 2005 A Good Understanding - 2005 Bright Mass With Canons - 2005 Expecting the Main Things from You - 2005 I Cannot Attain Unto It - 2006 The Sweets of Evening - 2007 Syllables - 2008 Pater Noster - 2008 Senex Puerum Portabat - 2009 I Drink the Air Before Me - 2011 Luminous Body - 2011 Grief is the Price We Pay for Love - 2013 An Outrage (BBC commission) Музыка к фильмам - 2006 Задыхающийся человек - 2006 Cricket Head - 2007 Джошуа - 2006 Wonder Showzen, Clarence Special Report - 2008 Чтец - 2009 Фелицитас - 2011 Маргарет - 2013 Убей своих любимых Опера - 2010 Dark Sisters - 2011 Two Boys - 2015 Sentences - 2019 Marnie, запланирована к постановке на сцене Метрополитен-опера в сезоне 2019-2020 годов Отдельные произведения - 2002 Beaming Music - 2003 Time after Time - 2004 It's About Time - 2005 Ta & Clap - 2005 Iphegenia at Aulis - 2007 The Magnificent Cuckold - 2008 Prayer for My Enemy - 2008 I Shudder to Think Сочинения для оркестра - 2001–2002 Fits & Bursts - 2003 Out of the Loop - 2004 By All Means - 2004 So to Speak - 2006 It Remains to be Seen - 2006 Wish You Were Here - 2007 From Here on Out - 2007 Seeing is Believing - 2008 Step Team - 2009 The Only Tune - 2009 Drones on O Lord, Whose Mercies Numberless - 2009 Vocalise on Al lampo dell' armi - 2009 Impossible Things - 2010 Detailed Instructions - 2011 Luminous Body - 2012 So Far So Good - 2012 Gait - 2012 Cello Concerto - 2013 Bright Mass with Cannons Сочинения для фортепиано - 2003 Three Études for Piano - 2005 A Hudson Cycle - 2005 Pillaging Music - 2007 Skip Town - 2010 Drones & Piano | Сочинения для ансамблей - 2002 Beaming Music - 2003 Clear Music - 2003 Flexible Music - 2003 Duet No 1: Chorale Pointing Downwards - 2003 Reading into it - 2004 By All Means - 2004 You Could Have Asked Me - 2004 Ta and Clap - 2005 The Elements of Style - 2005 Stride - 2005 Pillaging Music - 2006 How About Now - 2007 I Know Where Everything Is - 2007 Principles of Uncertainty - 2008 Triade - 2008 Mothertongue - 2008 Wonders - 2008 The Only Tune - 2008 Common Ground - 2009 I Drink the Air Before Me - 2009 Motion - 2009 Farewell Photography - 2010 Drones & Piano - 2011 Drones & Viola - 2012 Drones & Violin - ? Fast Music with Folk Songs - 2012 Planetarium Сочинения для разных инструментов - 2002 Radiant Music - 2003 Honest Music - 2003 A Long Line - 2005 Keep in Touch - 2005 Pillaging Music - 2005 It Goes without Saying Вокальные произведения - 2003 Employment - 2005 The Elements of Style - 2007 Mothertongue - 2007 Wonders - 2007 The Only Tune - 2008 The Adulteress - 2009 Drones on "O Lord, Whose Mercies Numberless" - 2009 Vocalise on "Al lampo dell' armi" - 2009 Impossible Things |

### Аранжировки и оркестровки
- 2006 Альбом The Letting Go Уилла Олдхэма
- 2007 Miserere Mei и Deus and Bow Thine Ear (оркестровки произведений Уильяма Бёрда)
- 2008 Альбом All Is Well Сэма Эмидона
- 2008 "Með þér" и "Á meðan vatnið velgist" проекта Sprengjuhöllin
- 2009 Confessions, совместный проект с Тайтуром Лассеном
- 2009 Различные композиции проекта Antony and the Johnsons, вышедшие в альбоме The Crying Light
- 2009 Различные композиции проекта Grizzly Bear, вышедшие в альбоме Veckatimest
- 2009 Tricks of the Trade в альбоме No More Stories группы Mew
- 2009 Аранжировка композиции Year of the Dragon группы Osso String Quartet
- 2009 Аранжировка композиции "So Far Around The Bend" группы The National
- 2010 Различные композиции проекта Antony and the Johnsons, выпущенные в альбоме Swanlights
- 2010 Альбом Go Йоуна Биргиссона
- 2010 Альбом I See the Sign Сэма Эмидона
- 2012 Песню "Climax" Ашера
- 2010 Аранжировка струнных для альбома Cut the World проекта  Antony and the Johnsons
- 2013 Альбом For Now I Am Winter Оулавюра Арнальдса

## Дискография
- 2007 – Speaks Volumes (Bedroom Community HVALUR1) (В альбоме представлены следующие произведения: Clear Music; It Goes without Saying; Honest Music; Quiet Music; Pillaging Music; A Hudson Cycle и Keep in Touch)
- 2008 – Джошуа (музыка к фильму) (Moviescore Media)
- 2008 – Mothertongue (Bedroom Community HVALUR5CD) (В альбоме представлены следующие произведения: Mothertongue I: Archive; Mothertongue II: Shower; Mothertongue III: Hress; Mothertongue IV: Monster; Wonders: I. New Things & New Tidings; Wonders: II. The Devil Appear'd in the Shape of a Man; Wonders: III. A Complaint against Thomas Weelkes; The Only Tune: I. The Two Sisters; The Only Tune: II. The Old Mill Pond; The Only Tune: III. The Only Tune)
- 2009 – Саундтрек к фильму Чтец (Lakeshore Records)
- 2010 – I Drink the Air Before Me (Bedroom Community HVALUR10, Decca/Universal Classics 478 257)
- 2010 – A Good Understanding, альбом был записан Профессиональным хором Лос-Анджелеса (Decca/Universal Classics 478 250)[8]
- 2011 – Seeing is Believing, альбом был записан коллективов Aurora Orchestra (Decca/Universal Classics 478 273)
- 2012 – Drones, совместно с Брюсом Брубейкером,  Надей Сиротой и Пекка Куусисто (Bedroom Community HVALUR16)
- 2013 - Cycles, совместно с Джеймсом Маквинни, Надей Сиротой, Крисом Томпсоном и Сайманом Уоллом (Bedroom Community HVALUR19)
- 2014 - Two Boys, записанное исполнение оперы на сцене театра «Метрополитен-опера» (Nonesuch Records 541941)